# Quiwe Baarsen
Quiwe Baarsen (ejecutado en 1627), fue un chamán sami. Fue una de las 26 personas laponas ejecutadas por brujería en Noruega en el siglo XVII.
Baarsen era un noaidi residente en Aarøya. En mayo de 1627, fue juzgado en Hasvåg acusado de haber procurado viento mediante magia para el marinero Niels Jonsen en 1625.
Baarsen reclamó haber actuado por encargo de Jonsen, que necesitaba viento para navegar a Hasvåg, y describió que tenía que mojar sus pies en el mar para crear viento. Posteriormente, la esposa de uno de los pescadores de Jonsen le pidió que lo repitiera pues deseaba que su marido regresara pronto, lo que hizo arrojando un cochinillo al mar. Sin embargo, dijo que el animal se había retorcido demasiado y, esta vez, el viento se convirtió en una tormenta que causó el naufragio del barco. Baarsen explicó que era a menudo contratado para crear viento. Negó haber realizado magia mediante el uso de un tambor, pero admitió que tenía el conocimiento para hacerlo.
El 11 de mayo de 1627, Quiwe Baarsen fue juzgado culpable de haber causado la muerte de los cinco pescadores ahogados al haber creado el viento mediante magia, y sentenciado a morir en la hoguera.